# オレンジ共済組合事件
オレンジ共済組合事件（オレンジきょうさいくみあいじけん）とは、友部達夫元参議院議員（旧新進党所属）の政治団体が運営していた共済団体が起こした詐欺事件。友部は逮捕され、裁判の結果懲役10年の実刑判決が確定して失職した。

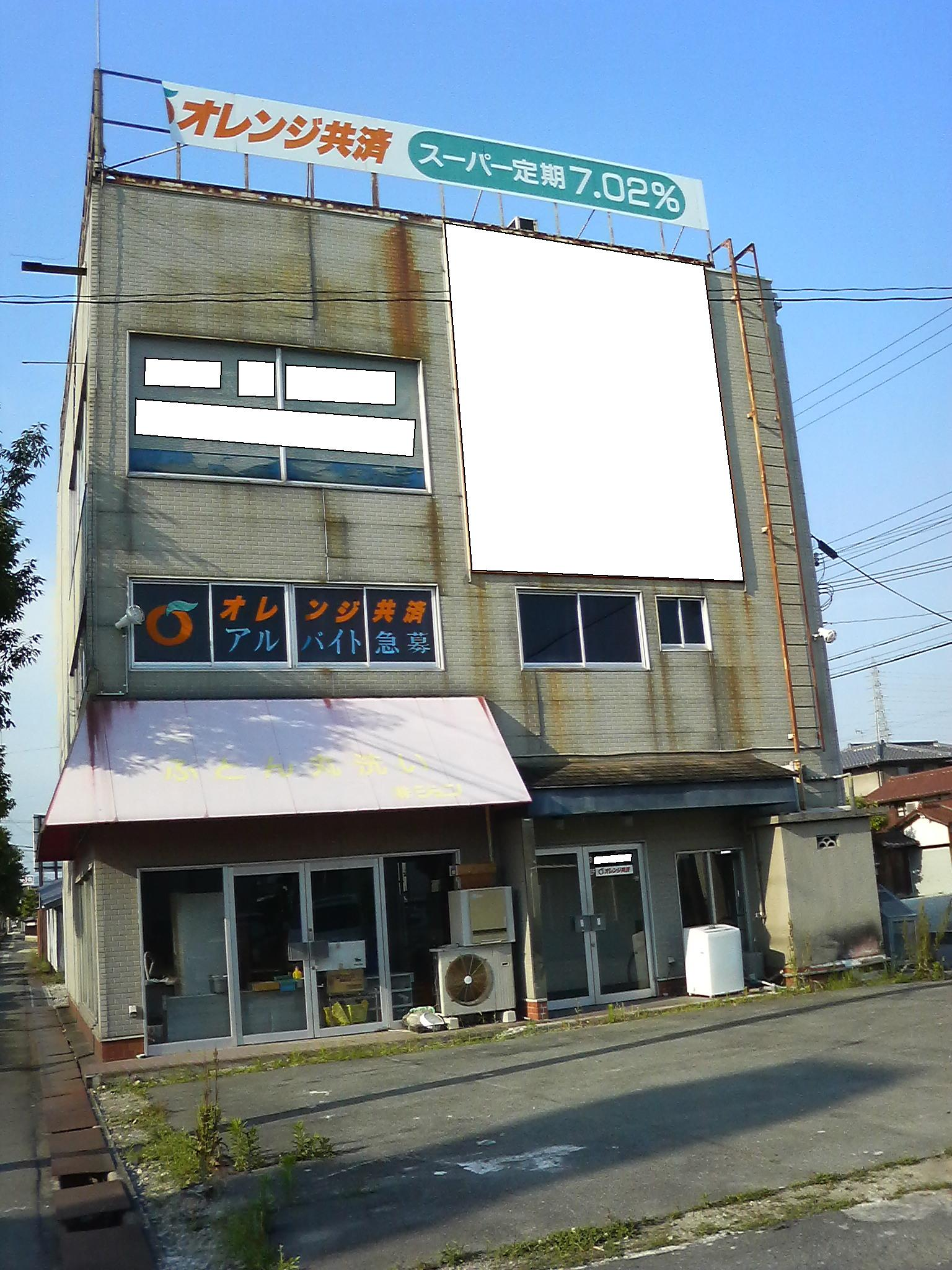
オレンジ共済組合の看板と事務所跡（姫路市）

## 概要
1992年よりオレンジ共済組合は、「オレンジスーパー定期」という年6 - 7%もの配当を謳った商品を出し、約93億円（うち約63億円は選挙当選後に集めている）もの資金を集めた。しかし、資金の多くが友部の選挙費用や政界工作費（約6億円）、借金返済や遊興費（行きつけの自宅近所のスナックに月に数十万円使っていたという）、あるいは組合専務理事だった妻・次男らに私的に流用された。典型的な自転車操業型の投資詐欺（ポンジ・スキーム）であった。
その結果、事件の発覚した1996年に同組合は倒産し、組合員にほとんど金は支払われず、大規模な被害をもたらした。
1997年、現職参議院議員の友部は参議院で逮捕許諾決議案が可決され、逮捕された。逮捕後も友部は議員を辞職せず無罪を主張していたが、2001年に、懲役10年の実刑判決が確定したため、参議院議員を失職した。

## オレンジ共済組合、友部達夫の略史
- 1980年2月1日 - 友部は日本中高年連盟を立ち上げ東京都西新宿に「中高年110番」を開設。年金などの無料電話相談を始める[注 2]。
- 1983年 - 日本中高年連盟を母体として年金党を結成。友部は、同年の衆院選に（旧）東京8区から立候補するが6,042票しか獲れず惨敗に終わる[注 3]。
- 1986年 - オレンジ共済組合を設立。参院選に立候補し落選。
- 1989年 - 参院選に立候補し落選。
- 1992年 - 共済組合内の社内預金という名目で貯蓄型オレンジスーパー定期の募集を開始。「オレンジ年金企画」を設立。参院選に出馬し落選。
- 1995年 - 細川護煕の側近であった初村謙一郎の政治団体関係者に政官工作資金として巨額の金を渡し、新進党の比例区の高い名簿順位を獲得し、7月の第17回参議院議員通常選挙に当選。
- 1996年11月 - 同組合が出資の受入れ、預り金及び金利等の取締りに関する法律（出資法）違反容疑で捜索を受ける。12月に同組合が倒産。
- 1997年1月 - 友部に対する逮捕許諾決議案が可決。詐欺容疑で逮捕される。以後、登院なし。
- 1997年4月 - 友部の当選を画策する政界工作を行ったとされる「永田町の黒幕」こと東京都内の会社社長男性[注 4][24]が第140回国会参議院予算委員会に証人喚問される[25]。
- 2000年 - 東京地裁で友部に懲役10年の実刑判決。その後、控訴・上告。
- 2001年5月 - 最高裁で上告棄却、友部の懲役10年の実刑判決が確定。判決確定により、議員を退職（失職）。

## オレンジ共済組合の事業
「オレンジスーパー定期」の他に、「オレンジ共済」、「オレンジ介護共済」などを運営していた。

## 出資法違反
オレンジ共済組合は出資法違反でも捜索を受けている。これは、銀行などのように法律で許された者以外が業として預かり金を受けると出資法違反になるからである。

## 国会議員の地位の矛盾点
友部はオレンジ共済組合の問題点が表面化した1996年11月の時点で国会議員であった。院内の秩序を乱した場合を除き、有罪確定前の議員を強制的に辞職させる規定が存在しないため、友部に対しては、議員辞職勧告決議が可決されたが、法的拘束力が無いために辞職を拒み、議員の地位に留まった。2001年5月に実刑判決が確定したことによって友部は議員を失職するものの、逮捕後約4年間議員に在職していた。友部の失職によって新進党の比例名簿により金石清禅が繰上げ当選となった。規定とはいえ既に存在しない政党から当選するという制度に対する批判があった。
逮捕後から2001年5月までの約4年間、国会議員として活動できないにもかかわらず国会議員の地位にあり、合計1億6000万円の歳費（給料）を受けた。ただし、この歳費はその大部分が被害者らによって差し押さえられた。

## その他
組合の専務理事だった次男は同容疑で逮捕され、懲役8年の判決を受けて服役し、後に出所している。
新進党の衆議院議員だった萩野浩基（比例東北ブロック）は1997年、党がこの事件で公党の責任を果たさないことを理由に離党届を提出したが、新進党は萩野が比例選出であることを理由に離党を認めず、両者の対立が続いた。しかし、その年に新進党が解党したため、萩野は自民党入りした。
かつて年金党から1989年の参院選に立候補したフリーアナウンサーの酒井広は、この事件以降メディア出演を控えるようになった。また、同じく立候補した女優の清川虹子は記者会見で「騙された!」と号泣した。